# Elise Barensfeld
Elise Barensfeld, dokładniej Juliane Katharine Elisabet Barensfeld (ur. 27 stycznia 1796 w Ratyzbonie, zm. po 1820) – niemiecka sopranistka. Od dwunastego roku życia koncertowała z Johannem Nepomukiem Mälzlem – niemieckim wynalazcą i przyjacielem Ludwiga van Beethovena. Mieszkała z Mälzlem w Wiedniu do siedemnastego roku życia. W 2012 r. Rita Steblin twierdziła, że być może Beethoven dla niej napisał utwór „Dla Elizy”.

## Życie i kariera
Urodziła się w Ratyzbonie w Bawarii. Często nazywano ją Elise, uważano ją za cudowne dziecko. Pierwsze lekcje śpiewu otrzymywała w rodzinnym mieście od Johanna Franza Xawera Sterkela (1750–1817), który zadedykował jej swoje dwie pieśni z dwunastego zbioru pieśni. „Mädchen mit der Silberstimme” (Dziewczyna ze srebrnym głosem), „Schön ist einer Rose jugendliche Knospe” (Piękny jest różany młodzieńczy pąk) tekst do tych dwóch pieśni napisał Josef M. von Koller. W wieku 12 lat koncertowała z mechanikiem z Ratyzbony Johannem Nepomukiem Mälzlem, który wynalazł metronom i był przyjacielem Ludwiga van Beethovena. Lekcje śpiweu kontynuowała od 1809 r. w Wiedniu u Antonina Salieri. Mieszkała z Mälzlem, dopóki nie opuściła Wiednia w 1813 r. w wieku siedemnastu lat. Występowała jako solistka w 1812 r. na koncercie w Gesellschaft der Musikfreunde w Wiedniu. Nie wiadomo nic o jej życiu po 1820 r. Muzykolog Rita Steblin twierdzi, że Beethoven dla niej napisał utwór „Dla Elizy”.